# Diversey
Diversey Inc., anteriorment JohnsonDiversey, Inc. és un proveïdor de productes de neteja i higiene amb seu a Racine, Wisconsin. Diversey és una marca de la empresa «Sealed Air Corporation».
Diversey va ser fundada a Chicago el 1923. El 1978, va ser adquirida per Molson. que el 1996 la va vendre a Unilever que la va fusionar amb la seva divisió de neteja professional per formar DiverseyLever. Johnson Wax Professional va adquirir l'empresa a Unilever el 2002, sent coneguda com a JohnsonDiversey, Inc. Johnson Wax Professional era una filial de S. C. Johnson & Son fins que el 1999, es va convertir en una empresa derivada. El novembre de 2009, Clayton, Dubilier & Rice va adquirir 46 per cent de Diversey, Inc.
El març de 2010, va canviar el nom un altre cop a «Diversey Inc.».” El juny de 2011, Sealed Air va anunciar la compra de Diversey Holdings per 4.3$ bilions (9.5x 2010 Adj. EBITDA De 45$2mm) sent finalitzada la compra el octubre. El seu president i CEO, Edward Lonergan, va continuar dirigint Diversey després de l'adquisició per part de Sealed Àir.